# Trettondagsafton
För andra betydelser, se Trettondagsafton (olika betydelser).
Trettondagsafton infaller den 5 januari, dagen före Trettondedag jul, i det kristna julfirandet. Man firar Trettonhelgen till minne av den dagen då de vise männen kom till den nyfödde Jesus i Betlehem för att ge Jesus sina gåvor, vägledda av Betlehemsstjärnan.
I många sydliga länder markerar den inledningen på karnevalsäsongen. I Sverige är dagen helgafton.